# San Vicente (Samar do Norte)
San Vicente é um município de  sexta classe de renda municipal (d) na província Samar do Norte, nas Filipinas. De acordo com o censo de 1 de maio  de  2020 possui uma população de 6 928 pessoas e 1 736 domicílios.